# Абрамычева, Нина Ивановна
Ни́на Ива́новна Абра́мычева (1926—1948) — передовик сельского хозяйства, Герой Социалистического Труда (1948).

## Биография
Родилась 16 июня 1926 года в селе Михайловка Белебеевского кантона Башкирской АССР (ныне Бакалинский район Республики Башкортостан).
Трудиться начала в 1941 г. в колхозе «Красный пахарь» Бакалинского района БАССР. В 1947 г. избрана звеньевой звена из 10 человек.
За получение урожая ржи 30 центнеров с гектара на площади 8 гектаров Указом Президиума Верховного Совета СССР от 2 апреля 1948 г. Н. И. Абрамычевой присвоено звание Героя Социалистического Труда (посмертно).
Абрамычева Нина Ивановна скоропостижно скончалась 22 февраля 1948 года.

## Награды
- Герой Социалистического Труда (02.04.1948)
- орден Ленина (02.04.1948)